# Alpineskiën op de Olympische Winterspelen 1988
Alpineskiën is een van de sporten die beoefend werden tijdens de Olympische Winterspelen 1988 in Calgary.
De wedstrijden werden gehouden op de pistes van Nakiska, een skigebied in Kananaskis Country op ongeveer 75 km ten westen van Calgary. De Super G stond hier voor het eerst op het programma van de Olympische winterspelen.

## Heren

### Afdaling
| rang   | sporter(s)             | land | tijd    |
| ------ | ---------------------- | ---- | ------- |
| Goud   | Pirmin Zurbriggen      | SUI  | 1:59.63 |
| Zilver | Peter Müller           | SUI  | 2:00.14 |
| Brons  | Franck Piccard         | FRA  | 2:01.24 |
| 4      | Leonhard Stock         | AUT  | 2:01.56 |
| 5      | Gerhard Pfaffenbichler | AUT  | 2:02.02 |
| 6      | Markus Wasmeier        | FRG  | 2:02.03 |
| 7      | Anton Steiner          | AUT  | 2:02.19 |
| 8      | Martin Bell            | GBR  | 2:02.49 |

### Super G
| rang   | sporter(s)          | land | tijd    |
| ------ | ------------------- | ---- | ------- |
| Goud   | Franck Piccard      | FRA  | 1:39.66 |
| Zilver | Helmut Mayer        | AUT  | 1:40.96 |
| Brons  | Lars-Börje Eriksson | SWE  | 1:41.08 |
| 4      | Hubert Strolz       | AUT  | 1:41.11 |
| 5      | Pirmin Zurbriggen   | SUI  | 1:41.96 |
| 5      | Günther Mader       | AUT  | 1:41.96 |
| 7      | Luc Alphand         | FRA  | 1:42.27 |
| 8      | Leonhard Stock      | AUT  | 1:42.36 |

### Reuzenslalom
| rang   | sporter(s)        | land | tijd    |
| ------ | ----------------- | ---- | ------- |
| Goud   | Alberto Tomba     | ITA  | 2:06.37 |
| Zilver | Hubert Strolz     | AUT  | 2:07.41 |
| Brons  | Pirmin Zurbriggen | SUI  | 2:08.39 |
| 4      | Ivano Camozzi     | ITA  | 2:08.77 |
| 5      | Rudolf Nierlich   | AUT  | 2:08.92 |
| 6      | Andreas Wenzel    | LIE  | 2:09.03 |
| 7      | Helmut Mayer      | AUT  | 2:09.09 |
| 8      | Frank Wörndl      | FRG  | 2:09.22 |

### Slalom
| rang   | sporter(s)        | land | tijd    |
| ------ | ----------------- | ---- | ------- |
| Goud   | Alberto Tomba     | ITA  | 1:39.47 |
| Zilver | Frank Wörndl      | FRG  | 1:39.53 |
| Brons  | Paul Frommelt     | LIE  | 1:39.84 |
| 4      | Bernhard Gstrein  | AUT  | 1:40.08 |
| 5      | Ingemar Stenmark  | SWE  | 1:40.22 |
| 6      | Jonas Nilsson     | SWE  | 1:40.23 |
| 7      | Pirmin Zurbriggen | SUI  | 1:40.48 |
| 8      | Oswald Tötsch     | ITA  | 1:40.55 |

### Combinatie
| rang   | sporter(s)       | land | afdaling | slalom  | punten |
| ------ | ---------------- | ---- | -------- | ------- | ------ |
| Goud   | Hubert Strolz    | AUT  | 1:48.51  | 1:27.31 | 36.55  |
| Zilver | Bernhard Gstrein | AUT  | 1:50.20  | 1:25.82 | 43.45  |
| Brons  | Paul Accola      | SUI  | 1:51.27  | 1:24.93 | 48.24  |
| 4      | Luc Alphand      | FRA  | 1:49.60  | 1:28.47 | 57.73  |
| 5      | Peter Jurko      | TCH  | 1:50.29  | 1:27.61 | 58.56  |
| 6      | Jean-Luc Crétier | FRA  | 1:50.04  | 1:28.52 | 62.98  |
| 7      | Markus Wasmeier  | FRG  | 1:49.32  | 1:29.84 | 65.44  |
| 8      | Adrian Bíreš     | TCH  | 1:50.24  | 1:28.94 | 68.50  |

## Dames

### Afdaling
| rang   | sporter(s)          | land | tijd    |
| ------ | ------------------- | ---- | ------- |
| Goud   | Marina Kiehl        | FRG  | 1:25.86 |
| Zilver | Brigitte Oertli     | SUI  | 1:26.61 |
| Brons  | Karen Percy         | CAN  | 1:26.62 |
| 4      | Maria Walliser      | SUI  | 1:26.89 |
| 5      | Laurie Graham       | CAN  | 1:26.99 |
| 6      | Petra Kronberger    | AUT  | 1:27.03 |
| 7      | Regine Mösenlechner | FRG  | 1:27.16 |
| 8      | Elisabeth Kirchler  | AUT  | 1:27.19 |

### Super G
| rang   | sporter(s)          | land | tijd    |
| ------ | ------------------- | ---- | ------- |
| Goud   | Sigrid Wolf         | AUT  | 1:19.03 |
| Zilver | Michela Figini      | SUI  | 1:20.03 |
| Brons  | Karen Percy         | CAN  | 1:20.29 |
| 4      | Regine Mösenlechner | FRG  | 1:20.33 |
| 5      | Anita Wachter       | AUT  | 1:20.36 |
| 6      | Maria Walliser      | SUI  | 1:20.48 |
| 7      | Micaela Marzola     | ITA  | 1:20.91 |
| 7      | Zoe Haas            | SUI  | 1:20.91 |

### Reuzenslalom
| rang   | sporter(s)                 | land | tijd    |
| ------ | -------------------------- | ---- | ------- |
| Goud   | Vreni Schneider            | SUI  | 2:06.49 |
| Zilver | Christa Kinshofer-Güthlein | FRG  | 2:07.42 |
| Brons  | Maria Walliser             | SUI  | 2:07.72 |
| 4      | Mateja Svet                | YUG  | 2:07.80 |
| 5      | Christine Meier            | FRG  | 2:07.88 |
| 6      | Ulrike Maier               | AUT  | 2:08.10 |
| 7      | Anita Wachter              | AUT  | 2:08.38 |
| 8      | Catherine Quittet          | FRA  | 2:08.84 |

### Slalom
| rang   | sporter(s)                 | land | tijd    |
| ------ | -------------------------- | ---- | ------- |
| Goud   | Vreni Schneider            | SUI  | 1:36.69 |
| Zilver | Mateja Svet                | YUG  | 1:38.37 |
| Brons  | Christa Kinshofer-Güthlein | FRG  | 1:38.40 |
| 4      | Roswitha Steiner           | AUT  | 1:38.77 |
| 5      | Blanca Fernández Ochoa     | ESP  | 1:39.44 |
| 6      | Ida Ladstätter             | AUT  | 1:39.59 |
| 7      | Paoletta Magoni Sforza     | ITA  | 1:39.76 |
| 8      | Dorota Mogore-Tlałka       | FRA  | 1:39.86 |

### Combinatie
| rang   | sporter(s)         | land | afdaling | slalom  | punten |
| ------ | ------------------ | ---- | -------- | ------- | ------ |
| Goud   | Anita Wachter      | AUT  | 1:17.14  | 1:22.97 | 29.25  |
| Zilver | Brigitte Oertli    | SUI  | 1:18.37  | 1:20.71 | 29.48  |
| Brons  | Maria Walliser     | SUI  | 1:16.98  | 1:25.92 | 51.28  |
| 4      | Karen Percy        | CAN  | 1:18.22  | 1:24.00 | 54.47  |
| 5      | Lenka Kebrlová     | TCH  | 1:18.43  | 1:24.38 | 60.87  |
| 6      | Lucia Medzihradská | TCH  | 1:18.62  | 1:24.35 | 63.56  |
| 7      | Michelle McKendry  | CAN  | 1:17.58  | 1:26.44 | 64.85  |
| 8      | Kerrin Lee         | CAN  | 1:18.15  | 1:25.43 | 65.26  |

## Medaillespiegel
| rang | land                     | goud | zilver | brons | totaal |
| ---- | ------------------------ | ---- | ------ | ----- | ------ |
| 1    | Zwitserland              | 3    | 4      | 4     | 11     |
| 2    | Oostenrijk               | 3    | 3      | 0     | 6      |
| 3    | Italië                   | 2    | 0      | 0     | 2      |
| 4    | Bondsrepubliek Duitsland | 1    | 2      | 1     | 4      |
| 5    | Frankrijk                | 1    | 0      | 1     | 2      |
| 6    | Joegoslavië              | 0    | 1      | 0     | 1      |
| 7    | Canada                   | 0    | 0      | 2     | 2      |
| 8    | Liechtenstein            | 0    | 0      | 1     | 1      |
| 8    | Zweden                   | 0    | 0      | 1     | 1      |
|      |                          | 10   | 10     | 10    | 30     |